# Nastawnia (elektroenergetyka)
Nastawnia – w elektroenergetyce stanowi zespół przyrządów pomiarowych, sterowniczych, zabezpieczeniowych, sygnalizacyjnych i regulacyjnych wraz z pomieszczeniem, w którym są one zlokalizowane.. Nastawnie znajdują się w dużych stacjach elektroenergetycznych, obejmujących znaczne tereny i dużą liczbę przyrządów.